# Villaluenga de la Sagra
Villaluenga de la Sagra es un municipio y localidad española de la provincia de Toledo, en la comunidad autónoma de Castilla-La Mancha. Pertenece a la comarca de La Sagra.

## Toponimia
En la relación de 1576 se afirma que se llamó en tiempos pasados "Pegines de la Sagra". Según una relación de 1782 se llamó "Villa Luenga" porque "extiéndese hacia Levante una larga distancia"; y por querer honrar el nombre del capitán Manfredo de Luengo, que murió al frente de los suyos en combate con los enemigos de Paulo V.

## Historia
Los parajes que ocupan fueron conocidos desde la prehistoria y su población permanece en su suelo desde los pastores célticos hasta la Reconquista. La villa es nombrada ya Villaluenga en 1477, contribuía al sostenimiento de la Santa Hermandad de Toledo. A principios de siglo XVI eran señores del lugar los Silva. En 1520 tomó el pueblo y el castillo del Águila, que allí se ubicaba, el obispo de Zamora para en 1522 volver a pasar nuevamente al poder de los Silva. El castillo dio nombre al marquesado del Águila, creado por Felipe IV en 1639, a favor de Juan Francisco Silva y Ribera, marqués de Montemayor. 
Durante la guerra civil, el pueblo se convirtió en una base de control alemana para el centro del país para seguir el avance de la contienda y preparar la futura II Guerra Mundial, con la consecuente implantación de la colonia alemana. 
Ya a comienzos del siglo XX, el monte del Águila, donde aún quedaban las ruinas del hermoso castillo medieval, lo adquirió la Compañía Asland para emplazamiento de la factoría de cemento, hoy en plena producción y que atrajo a grandes poblaciones vascas, gallegas, cántabras, asturianas y extremeñas, aparte de los ingenieros franceses y catalanes que se asentaron en el barrio llamado 'La Colonia' siguiendo los patrones urbanísticos y arquitectónicos de la Europa nórdica. La creación de esta inmensa fábrica se dio en un momento que se considera la llegada de la revolución industrial a la Sagra, con creación en masa de industrias, minas y yacimientos en los cerca de 40 pueblos que componen la pequeña comarca, convirtiéndose en uno de los principales centros europeos de elaboración de elementos constructivos (ladrillos, vidrios, polímeros aplicados, tejas etc.), lo que junto a la industria siderúrgica toledana sentó las bases al actual tramado industrial, que abandona poco a poco el modelo de la construcción para adentrarse asío en el i+d y tecnologías poco relacionadas hasta ahora con la zona, como la sede en España de Airbus, lugar de fabricación del superavión de la misma, centros farmacéuticos, motores, aunque sigue predominando hasta ahora la industria ladrillera, siderúrgica y cementera, componiendo un paisaje de torres típico de las zonas que vivieron la revolución industrial.

## Demografía
Cuenta con una población de 4171 habitantes (INE 2024).

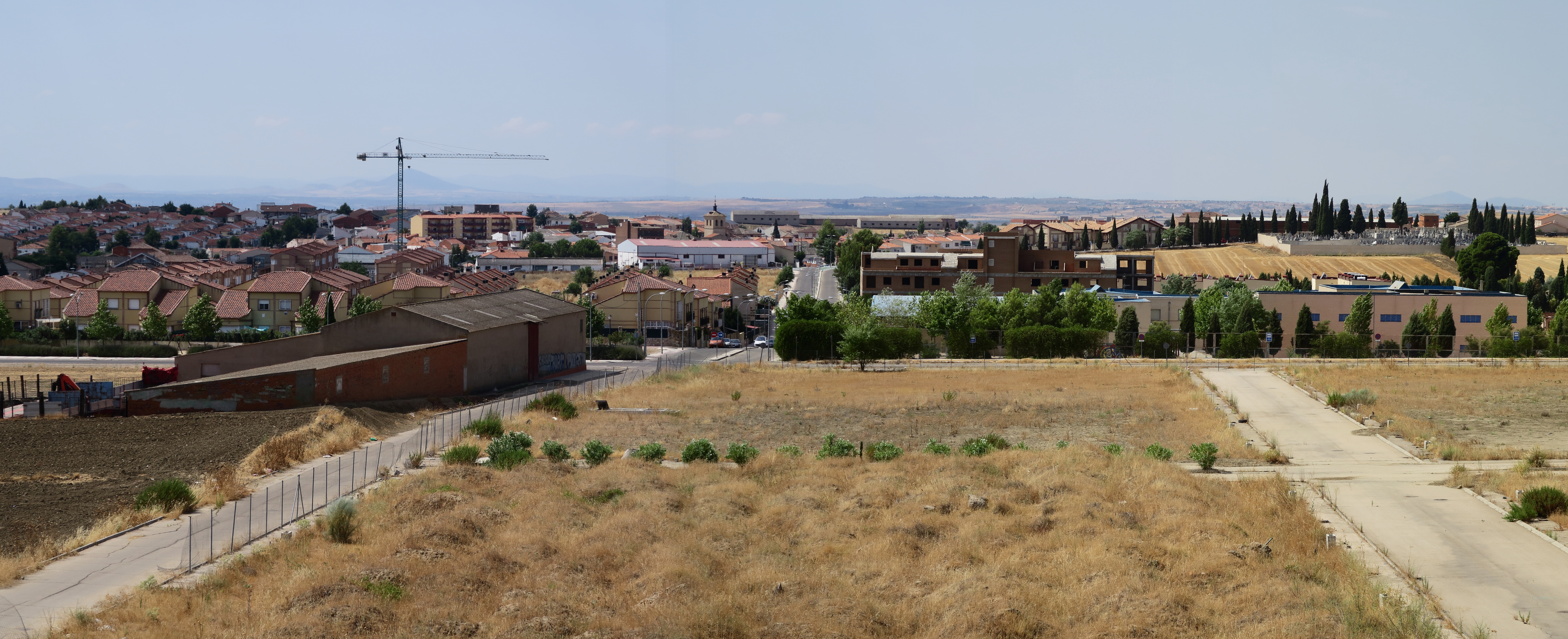
Villaluenga de la Sagra, vista general de población

| Gráfica de evolución demográfica de Villaluenga de la Sagra entre 1842 y 2021 |
| |
| Población de derecho según los censos de población del INE Población de hecho según los censos de población del INEEn estos censos se denominaba Villaluenga: 1842, 1857, 1860, 1877, 1887, 1897, 1900, 1910, 1920, 1930, 1940, 1950 y 1960 |

## Economía
Como industria, merece especial atención la Fábrica de Cemento Asland, inaugurada en el año 1928 por  el rey Alfonso XIII, acompañado por el entonces presidente del Gobierno, general Primo de Rivera y el ministro de Fomento, conde de Guadalhorce. Por la Compañía estuvo presente el conde de Güel y marqués de Comillas, con todo el consejo de administración de la misma. Fue bendecida por el cardenal Pedro Segura y Sáenz, Primado de España.
También, al ser una zona cuyo suelo es propicio para ello, existen otras fábricas de materiales de construcción aparte de la fábrica de cementos, las fábricas y empresas de esta industria son muy abundantes en toda la comarca.
Además de ello, el pueblo tiene 1 polígono industrial, La Jerecita, lindando con la vecina población de Cabañas y hay otro en un avanzado estado de construcción en la carretera de la estación junto a la A-42 donde ya se han instalado algunas empresas.

## Comunicaciones

### Red viaria
El pueblo dispone de acceso por la Autovía de Toledo (A-42) en el PK 49 (ambos sentidos) y en el PK 48 (sentido Madrid) y una salida adicional en el PK 50 desde la "Urbanización el Pinar", también el puente de entrada al vecino pueblo Cabañas de la Sagra está situado en el término municipal de Villaluenga, dando acceso tanto al citado pueblo como al "Polígono Industrial la Jerecita" de Villaluenga y a la carretera de acceso a la Fábrica de cementos ASLAND.
Además tiene un puesto de peaje en la Autopista de peaje Madrid-Toledo (AP-41) que reduce la distancia con Toledo y, pese a tener más kilómetros dirección Madrid, reduce el tiempo del trayecto debido a la ausencia de tráfico.
Además de las vías rápidas, Villaluenga tiene conexión mediante carreteras convencionales con Cobeja (carretera TO-4511-V), Yuncler (TO-4340-V), Cabañas de la Sagra (N-401 o antigua carretera de Toledo) y Villaseca de la Sagra. Además de la carretera TO-4510-V que comunica la estación de ferrocarril Villaluenga-Yuncler con la A-42 y que ha sido absorbida por el pueblo.
También existen caminos rurales no asfaltados a poblaciones limítrofes como Magán, utilizados por tractores agrícolas y para realizar senderismo y ciclismo.

### Autobús
La villa no tiene un buen sistema de transporte público por lo que la mayoría de desplazamientos se hacen en vehículos privados, sin embargo, oficialmente operan dos empresas de autobuses (SAMAR y Aguado y Esteban) en dos paradas, una situada en la calle Lepanto (esquina con la carretera de Cobeja) y otra en la plaza de España a un lateral del ayuntamiento.
El instituto de la localidad cuenta con 5 rutas de autobuses gratuitas para sus alumnos que comunica éste con las poblaciones cercanas que no pueden ser utilizadas por el resto de la población. La realización de los servicios de estas rutas coinciden con el horario de inicio y finalización de las clases, pudiendo llegar a haber 3 autobuses simultáneos cubriendo una ruta.
Al igual que ocurre con el instituto, la fábrica de cementos Asland pone a disposición de sus trabajadores autobuses que cubren el trayecto entre el centro del pueblo y la fábrica.

### Ferrocarril

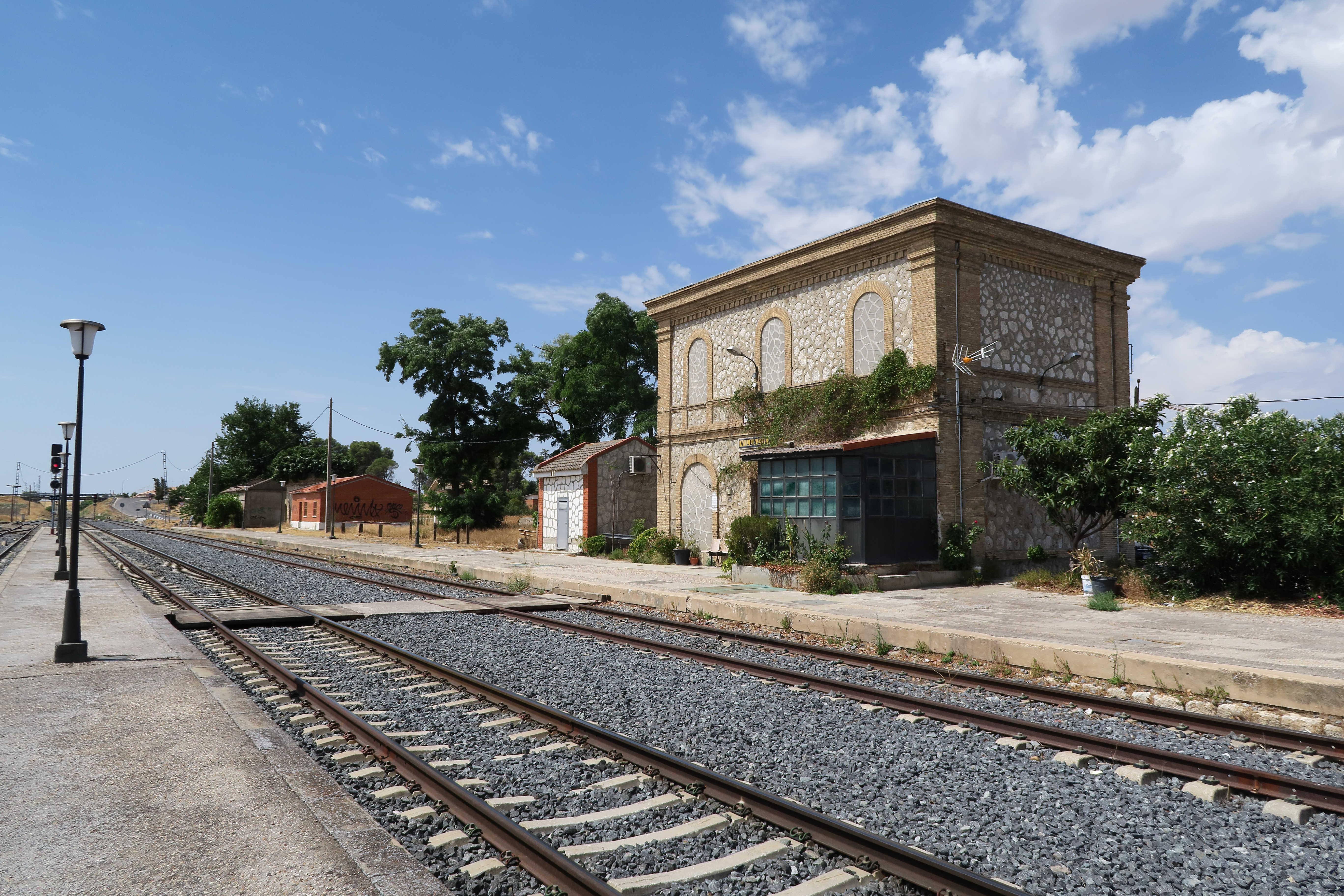
Vista de la estación, 2016

También se dispone de dos estaciones de tren que, sin embargo no están abiertas al tráfico de viajeros. La primera, Villaluenga-Yuncler, situada en la carretera de la Estación, da servicio a la línea Madrid-Talavera y es cabecera de la línea Villaluenga-Algodor, esta última en muy mal estado en algunos tramos y utilizada únicamente para mercantes y para desviar trenes de la línea Madrid-Talavera a los talleres de "La Sagra", esta estación sigue operativa para permitir los cambios de línea en los trenes y rebasamientos (al ser la línea de vía única). Una segunda estación denominada «Villaluenga-Asland» se sitúa en la línea Villaluenga-Algodor y era utilizada por los trabajadores de la fábrica de cementos Asland (que financió la creación de la citada línea) y para introducir en la red ferroviaria los trenes de mercancías procedentes de la ramal del que dispone la propia fábrica, esta estación se encuentra abandonada. Ambas estaciones se encuentran protegidas por su valor arquitectónico.
Recientemente el ayuntamiento aprobó una moción apoyando una iniciativa ciudadana que solicita la reapertura al público de la estación Villaluenga-Yuncler y su incorporación a la red de cercanías de Madrid en su línea C-5. Esa iniciativa también se sigue, con similares reivindicaciones en poblaciones como la cercana Illescas o las aún más próximas Numancia de la Sagra y Yuncos, cuya antigua estación (que se ubicaba entre ambos municipios) fue demolida.

## Política
| Grupo municipal | Grupo municipal | Componentes | Concejales |
| --------------- | --------------- | ----------- | ---------- |
|                 | Socialista      | PSOE        | 7          |
|                 | Popular         | PP          | 3          |
|                 | Vox             | Vox         | 1          |

## Educación
Villaluenga cuenta con una guardería, un colegio público (CP Juan Palarea), y un instituto (IES Castillo del Águila), en los dos últimos se imparten las enseñanzas de Primaria, ESO y Bachillerato.
Pertenece al distrito universitario de la Universidad de Castilla-La Mancha, sin embargo gran parte de los estudiantes que acceden a estudios universitarios lo hacen en la provincia de Madrid gracias al distrito Abierto.
Dispone de una biblioteca pública con un centro de Internet y casa cultural.

## Fiestas
- Última semana de agosto: ferias y fiestas locales.
- 24 de septiembre: Nuestra Señora de las Mercedes.